# Lärarhögskolan i Stockholm

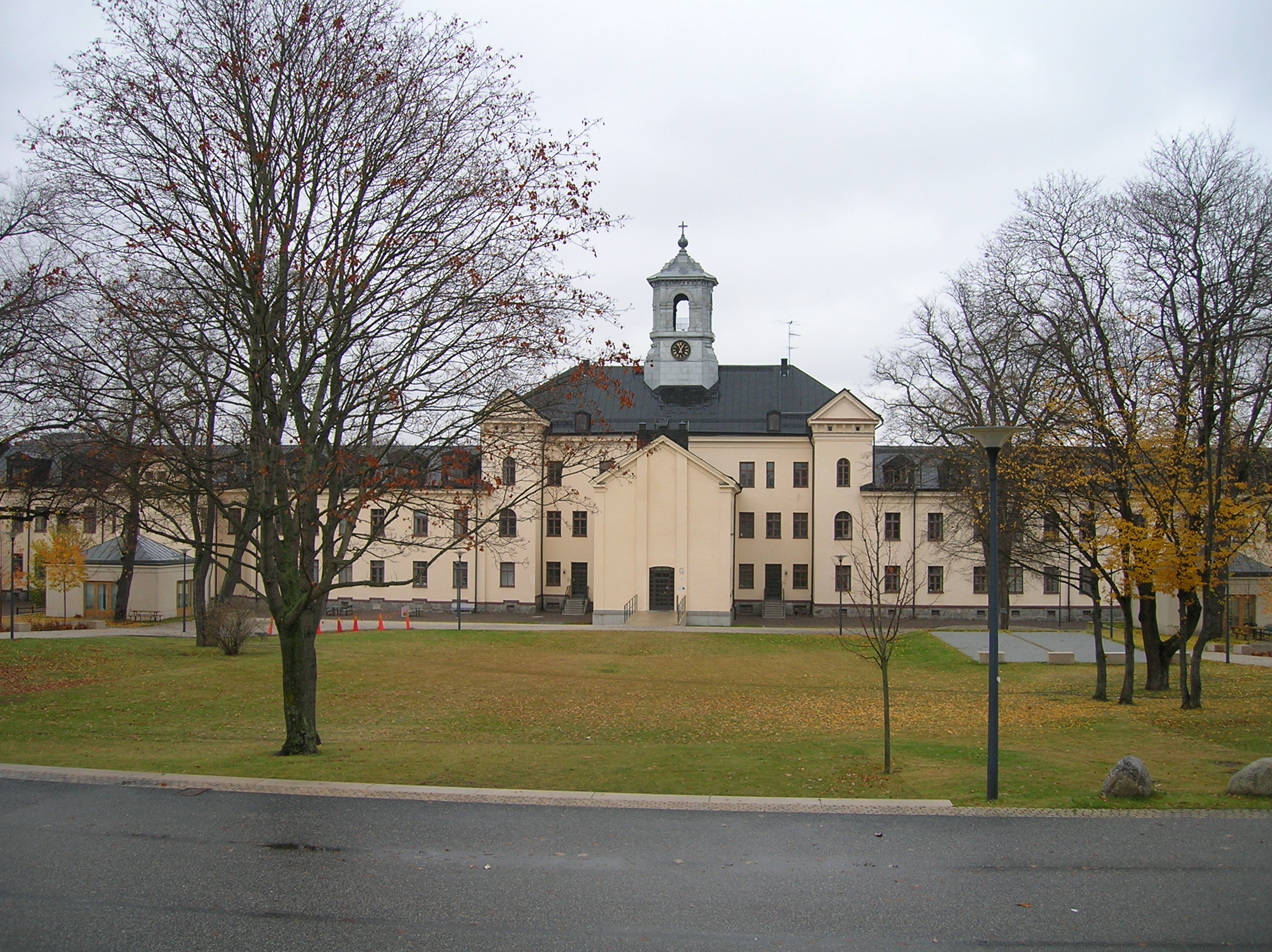
Konradsberg sett från baksidan.

Lärarhögskolan i Stockholm (LHS) var en svensk lärarhögskola, senare högskola med huvudinriktningen att utbilda lärare. 

## Historik
Högskolan startade 1956 och låg i Marieberg i Stockholm främst i området Campus Konradsberg. I samband med högskolereformen 1977 avskaffades officiellt begreppet lärarhögskola och Lärarhögskolan i Stockholm sammanslogs då med Gymnastik- och idrottshögskolan och bildade Högskolan för lärarutbildning i Stockholm (HLS). Idrottshögskolan i Stockholm utbröts 1993 åter som egen högskola och då återtogs det gamla namnet Lärarhögskolan i Stockholm. 
Huvudbyggnaden för Lärarhögskolan, Konradsberg, användes för psykiatrisk vård fram till 1995 och togs därefter över av Lärarhögskolan i Stockholm. Från och med 1 januari 2008 infogades verksamheten vid LHS i Stockholms universitet. Även före denna sammanslagning läste dock lärarstudenterna många av sina ämneskurser vid Stockholms universitet. 
Inom Lärarhögskolan fanns flera centrumbildningar med egen styrelse, bland dem Centrum för barn- och ungdomsvetenskap som verkade för att sprida aktuell forskning om barn och ungdomar och som utgav tidskriften Locus.

## Rektorer

### Rektorer för Lärarhögskolan i Stockholm
- 1991–1997 Bengt Börjeson, professor i socialt arbete
- 1997–2006 Eskil Franck, docent i teologi
- 2006–2008 Ingrid Carlgren, professor emerita i pedagogik